# Malikarjun
Malikarjun (en népalais : मालिकार्जुन) est un comité de développement villageois du Népal situé dans le district de Darchula. Au recensement de 2011, il comptait 2 431 habitants.